# 園田光慶
園田 光慶（そのだ みつよし、1940年12月7日 - 1997年3月17日）は、日本の漫画家。大阪府大阪市出身。貸本漫画時代の旧筆名はありかわ 栄一。代表作に「あかつき戦闘隊」「アイアン・マッスル」など。

## 来歴
1940年12月7日大阪市生まれ。1958年、日の丸文庫から短編集「死剣幽四郎」を発表しデビュー。貸本劇画ブームに乗り、雑誌「影」、「刑事」、「ゴリラマガジン」、「魔像」などの貸本雑誌に次々と作品を発表する。
1963年、「週刊少年キング」に久米みのる原作の柔道漫画「車大助」を連載し少年誌に進出。1964年、同誌に連載した「ホームラン探偵局」より“園田光慶”に改名。1967年、「週刊少年サンデー」に相良俊輔原作の戦記漫画「あかつき戦闘隊」を連載し大人気を博した。1979年頃からはシナリオライターの久保田千太郎とともに歴史物コミックの世界にも挑戦し話題をよんだ。
1997年に病気のため死去。56歳没。

## 作品リスト
- アイアン・マッスル
- 車大助（原作：久米みのる）
- ホームラン探偵局（原作：久米みのる）
- あかつき戦闘隊（原作：相良俊輔）
- 赤き血のイレブン（原作：梶原一騎）
- THE ENDからの逃亡　性病部隊（原作：小池一雄）
- 三国志（原作：久保田千太郎）
- 白いカラス（原作：やまさき十三）
- 戦国猿廻し 信長・秀吉と蜂須賀小六（原作：久保田千太郎、やまさき十三）
- ターゲット
- 風雲天下盗り（原作：久保田千太郎、やまさき十三）